# Kölburg (Konzell)
Die Einöde Kölburg ist ein Gemeindeteil der Gemeinde Konzell im niederbayerischen Landkreis Straubing-Bogen.
Sie liegt 700 m südlich des Gipfels des Himmelbergs auf der Gemarkung Gossersdorf an der Gemeindestraße zwischen Gossersdorf und Kasparzell. Der Ortskern von Konzell liegt etwa zweieinhalb Kilometer südöstlich.